# Tőry Kálmán
Tőry Kálmán, sz. Tögl (Budatétény, 1891. február 10. – Budapest, 1975. április 17.) vízépítő mérnök, hidrológus, térképész, vízügyi és folyamszabályozási szakember, a Duna medrének felmérője és mélységvonalas medertérképének elkészítője, a kisvíz-szabályozási rendszer kidolgozója.

## Életpályája
Tögl Kálmán néven született 1891-ben. Építőmérnöki oklevelét 1914-ben szerezte a Királyi József Műegyetemen, pályáját a Budapesti Folyammérnöki Hivatalnál kezdte. 1923-ban a Műegyetem Építőmérnöki Kar Vízépítési Tanszékének élére frissen kinevezett Rohringer Sándor (1868–1945) egyetemi tanár meghívta őt tanszékére adjunktusnak.
1926-tól a győri folyammérnöki hivatalban dolgozott mérnökként, később kinevezték a hivatal vezetőjévé. A Felső-Dunán a csehszlovákiai vízügyi szolgálattal közösen végzett folyam-szabályozási munkák irányítása során a magyar fél vezetője volt. Ezen munkálatok során ő mérte fel elsőként a Duna görgetett hordalékhozamot, és új kisvíz-szabályozási rendszert dolgozott ki.
1939-ben a Földművelésügyi Minisztériumban vízépítési kerületfelügyelőként dolgozott, 1940-ben kinevezték a Vízrajzi Intézet igazgatójává. 1943–1945 között az Agrárminisztérium folyammérnöki osztályának vezetője volt.
1945-től is megmaradt a Vízrajzi Intézetben. Itteni munkája során elvégezte a Duna egész magyarországi szakaszának részletes mederfelmérését, elkészítette a folyó mélységvonalas medertérképét és megírta a Duna monográfiáját. 1949-től a Vízgazdálkodási Hivatalban dolgozott. Az 1954. és 1956. évi dunai árvizek elleni védekezés irányításában jelentős szerepet vitt. Kezdeményezte a géperejű jégtörő szolgálat megszervezését, szorgalmazta a dunai jégtörő flottilla felállítását.
1958-ban megbízták a Duna Bizottság műszaki főosztályának vezetésével, három évi időtartamra. 1961-ben nyugdíjba vonult. Lefordította Huszár Mátyásnak a Körösök szabályozásáról szóló kéziratos tanulmányát. 1963-ban a Magyar Hidrológiai Társaság beválasztotta tagjai közé. A vízügyi szakirodalomban számos közleményt, tanulmányt tett közzé. 1975-ben hunyt el Budapesten.

## Főbb művei
- A magyar Dunaszakasz  szabályozásának  kérdései. Rövid áttekintés a feladatokról és a szabályozási módszerekről, társszerző: Ihrig Dénes, Vízügyi Közlemények, 1951. 33.évf. 1.sz. 3–30.old.
- Az Al-Duna szabályozása, Hidrológiai Közlöny, 1953. 33.évf. 1/2.sz. 36.old.
- Az Al-Duna szabályozása, Vízügyi Történeti Füzetek; 5.évf., Budapest, 1972.
- Árvíz és jégveszély, Hidrológiai Közlöny, 1943.évf. 23.szám 1/6.sz. 22–29.oszt.
- Ausztria. A bécsi kikötő fejlesztésének terve, Vízügyi Közlemények, 1948. 30.évf. 2.szám 220–221.old.
- Bitumenes talajszigetelések a vízépítésben, Vízügyi  szakmai  irodalmi beszámolók 9., Budapest, 1966.
- A Duna és szabályozása. Budapest, 1952.
- Az elektronikus számológép a vízépítésben, Vízgazdálkodás, 1965. 5.évf. 150.old.
- A Felső-Duna mederemelkedése, Vízgazdálkodás, 1961. 1.évf. 1.sz. 27–30.old.
- A magyar víziutak jégviszonyai és gázlói, Vízügyi Közlemények, 1956. 38.évf. 3.sz. 300–315.old.
- A Mississippi lebegtetett  hordalékának vizsgálata, Hidrológiai Közlöny, 1947. 27.old. 5/8.szám, 112–113.old.[4]
- szerk.: Tőry Kálmán miniszteri osztálytanácsos: Vízrajzi Évkönyv 1940. XLV. kötet. Budapest: Magyar Királyi Földművelésügyi Minisztérium Vízrajzi Intézete (1940)

## Kapcsolódó információ
- Bogárdi János: Tőry Kálmán [1891–1975], Vízügyi Közlemények, 1975, 57.évf 2.sz. 233–236.old.
- Károlyi Judit: „A  Duna  szerelmese”. Tőry  Kálmán  emlékére, halála 25. évfordulóján, Hidrológiai Tájékoztató, 2000, 40.évf. 1.sz. 12–13.old.
- Kováts Zoltán: Megemlékezés Tőry Kálmánról, születése 100. évfordulóján, Hidrológiai Tájékoztató, 1992, 72. jubileumi különszám, 13–14.old.
- Lászlóffy Woldemár: Tőry Kálmán [1891–1975], Hidrológiai Közlöny, 1975, 55.évf. 8.sz. 329–330.old.
- Magyar Tudós Tárlat 2016 (pdf). Magyar Mezőgazdasági Múzeum és Könyvtár, 2016. (Hozzáférés: 2020. április 17.)
- Harmincmillió pengőbe kerülne a mosoni Duna szabályozása. Tőry Kálmán műszaki tanácsos javaslata. huszadikszazad.hu, 1939. január 1.
- Hardi Tamás. Duna-stratégia és területi fejlődés. A folyó lehetséges szerepe a régió területi fejlődésében.. Budapest: Akadémiai Kiadó. DOI: 10.1556/9789630598064 (2006). ISBN 978 963 05 9806 4